# Konopleanivka, Bilokurakîne
Konopleanivka (în ucraineană Коноплянівка) este un sat în comuna Demeanivka din raionul Bilokurakîne, regiunea Luhansk, Ucraina.

## Demografie
Componența lingvistică a localității Konopleanivka
     Rusă (81,41%)
     Ucraineană (18,32%)
     Alte limbi (0,26%)
Conform recensământului din 2001, majoritatea populației localității Konopleanivka era vorbitoare de rusă (81,41%), existând în minoritate și vorbitori de ucraineană (18,32%).